# John Entwistle
John Alec Entwistle, född 9 oktober 1944 i Chiswick i västra London, död 27 juni 2002 i Las Vegas, Nevada, var en brittisk basist, sångare och låtskrivare. Han är känd som medlem av rockgruppen The Who.

## Biografi
Entwistle träffade den blivande sångaren i The Who, Roger Daltrey, på gatan när han gick och bar på sin hemmagjorda elbas. Daltrey frågade vad det var för instrument, då elbasen var relativt ny. Entwistle svarade att det var en elbas, och de två började prata och Daltrey bjöd in Entwistle till sitt band. Entwistle tog med sin vän Pete Townshend då bandet behövde en bra kompgitarrist. 
Till skillnad från de övriga The Who-medlemmarna gjorde inte Entwistle så mycket väsen av sig på scen. Till exempel slog han aldrig sönder sina instrument som Pete Townshend eller Keith Moon, utan spelade lugnt igenom låtarna. Vid sidan av Townshend skrev Entwistle mycket av The Whos material. "Heaven and Hell", "Cousin Kevin", "Boris the Spider" och "My Wife" är några av låtarna han skrivit till gruppen.
Som svar på uppfattningen om hans tillbakadragna natur skrev och sjöng han den starka låten "The Quiet One", som gavs ut på albumet Face Dances 1981. Även hans basspelande kan betecknas som mycket exceptionellt och explosivt; därför tog han en spindel som inofficiell symbol, då det liknade hur hans långa fingrar for över strängarna, och för att den första låten han skrev för The Who var just Boris the Spider. 
Från början av 1970-talet och fram tills sin död var han aktiv som soloartist vid sidan av The Who, och släppte flera album. John Entwistle dog den 27 juni 2002 på rum 660 på Hard Rock Hotel and Casino, kvällen innan en turné skulle börja i Las Vegas. Kokain i samspel med ett dåligt hjärta orsakade ett hjärtstopp. Entwistle är gravsatt på egendomen Quarwood i närheten av Stow-on-the-Wold i Gloucestershire.

## Instrument och utrustning[3]
- 1964–1970 Fender precision bass
- 1967 Gibson EB-2
- 1967–1969 Rickenbacker 4001
- 1971–1974 Gibson Thunderbird lV, Fenderbird
- 1973–1975 The Axe
- 1975–1976 Alembic Series 1
- 1976–1985 Alembic Explorer bass
- 1986–2002 Status Series / Buzzard bass

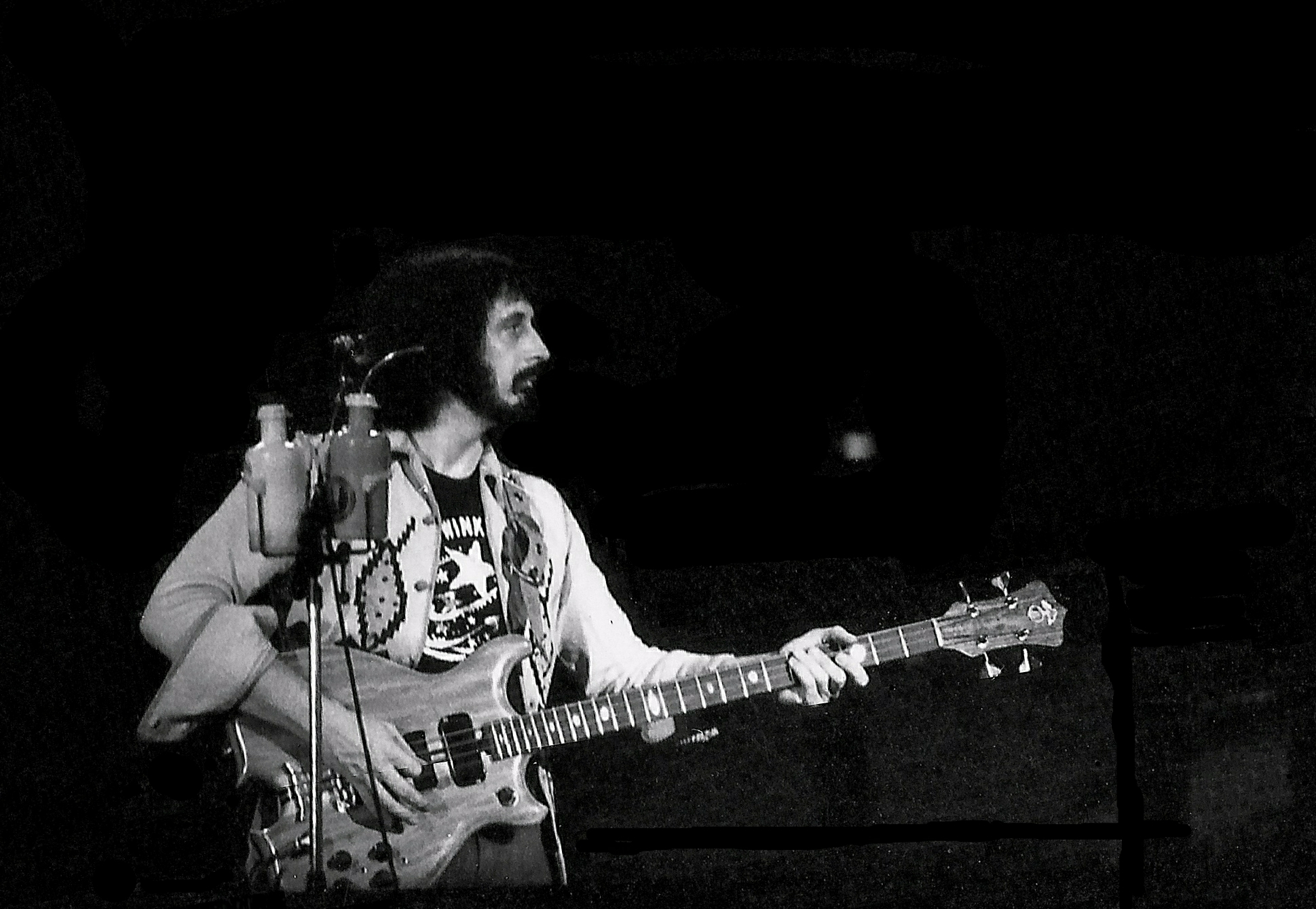
John Entwistle uppträder med The Who i San Francisco 1976.

## Diskografi, solo
- 1971 – Smash Your Head Against the Wall
- 1972 – Whistle Rymes
- 1973 – Rigor Mortis Sets In
- 1975 – Mad Dog
- 1981 – Too Late the Hero
- 1996 – The Rock
- 1996 – King Biscuit Flower Hour Presents in Concert
- 1999 – Left for Live
- 2000 – Music From Van Pires